# Kup Hrvatske u ragbiju 2017./18.
Kup Hrvatske u ragbiju za sezonu 2017./18. je osvojila "Mladost" iz Zagreba.

## Rezultati

### Osmina završnice
| datum          | klub1          | rez.  | klub2             |
| -------------- | -------------- | ----- | ----------------- |
| 9. rujna 2017. | Mladost Zagreb | 68:0  | Novi Zagreb       |
| 9. rujna 2017. | Zagreb         | 105:0 | Lokomotiva Zagreb |

### Četvrtzavršnica
| datum              | klub1  | rez. | klub2              |
| ------------------ | ------ | ---- | ------------------ |
| 11. studenog 2017. | Zagreb | 7:22 | Mladost Zagreb     |
| 11. studenog 2017. | Sinj   | 64:0 | Invictus Dubrovnik |

### Poluzavršnica
| datum              | klub1             | rez.  | klub2      |
| ------------------ | ----------------- | ----- | ---------- |
| 16. prosinca 2017. | Mladost Zagreb    | 25:5  | Nada Split |
| 24. ožujka 2018.   | Makarska Rivijera | 22:62 | Sinj       |

### Završnica
| datum            | klub1          | rez. | klub2 |
| ---------------- | -------------- | ---- | ----- |
| 31. ožujka 2018. | Mladost Zagreb | 14:8 | Sinj  |